# Бельхадж, Али

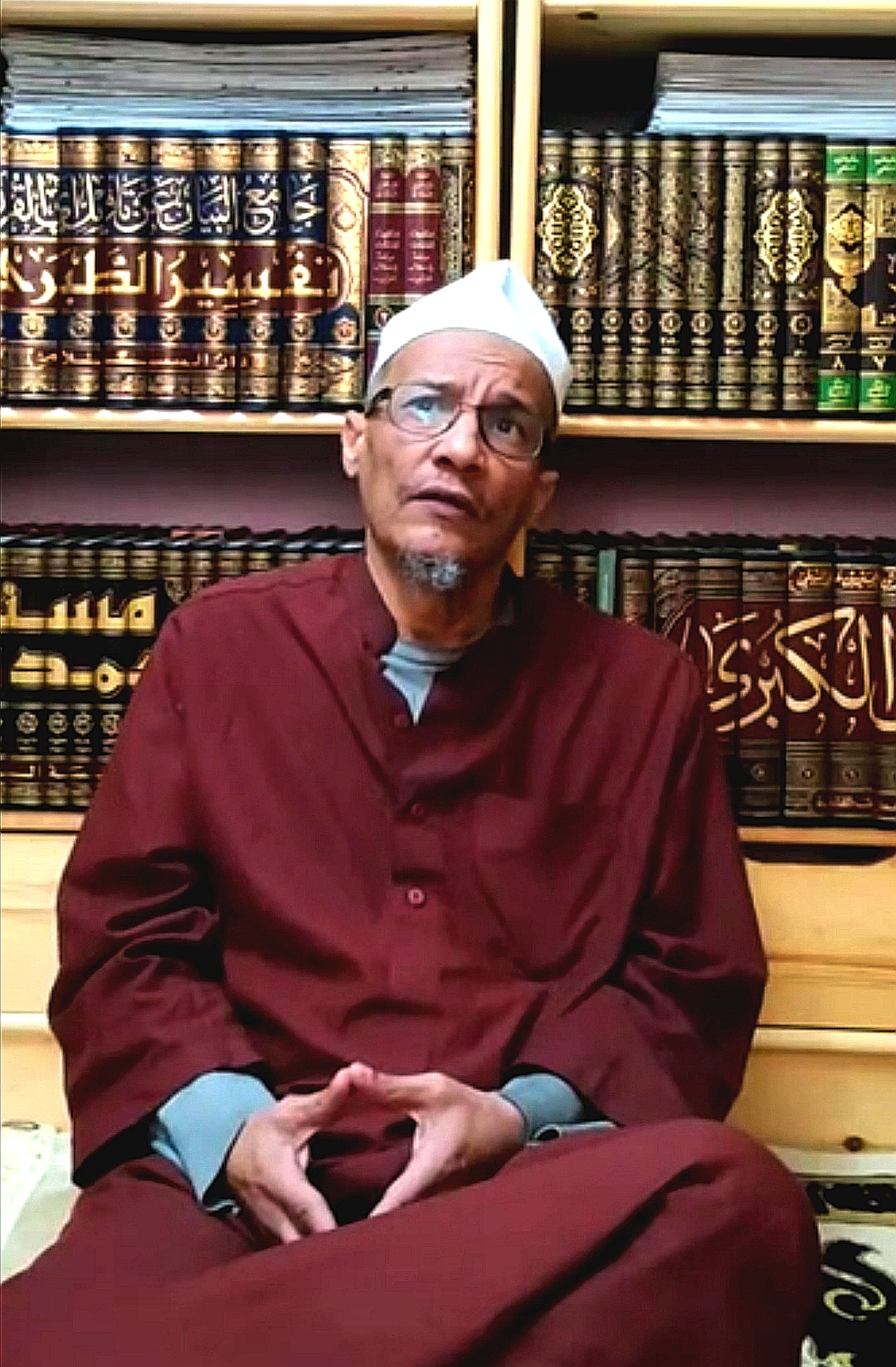

Али́ Бельха́дж (иногда: Бенхадж; араб. علي بلحاج‎, род. 16 декабря 1956, Тунис) — сооснователь и один из лидеров ныне запрещённой алжирской партии «Исламский фронт спасения».

## Биография
Али Бельхадж родился в декабре 1956 года в лагере беженцев в Тунисе. Его родители были родом из алжирского вилайета Бешар. Отец Али погиб на войне за независимость Алжира и он был воспитан бабушкой по материнской линии. Ранние годы Али Бельхаджа прошли в Тунисе, затем его семья переселилась в столицу Алжира. Получив соответствующее образование, в 1979 он стал учителем.
Во время религиозного обучения, Али Бельхадж познакомился с имамом мечети «Салахеддин аль-Айюби» в квартале Белкурт (ныне Белуиздад) Хашеми Сахнуни и затем стал его последователем. В это же время он стал членом группы, связанной с салафизмом в Алжире. Будучи проповедником в мечети «аль-Ашур», Али Бельхадж стал вхож в круг людей, приближенных к Мустафе Буяли (основатель «Вооружённой исламской группы»), и публично заявил о верности делу джихада. В 1983 году он был арестован и содержался под стражей до 1987 года, затем несколько месяцев провёл под домашним арестом в Уаргле. Вернувшись в столицу Алжира, Бельхадж вновь вышел на связь с Хашеми Сахнуни и возобновил свою деятельность в качестве проповедника. Используя ораторский талант, он привлёк множество последователей из алжирской молодёжи, затрагивая религиозные темы на народном языке.
Во время волнений в Алжире в октябре 1988 года (англ. 1988 October Riots) Али Бельхадж призывал людей к восстанию. Он был участником событий, предшествовавших созданию Исламского фронта спасения (ИФС, фр. Front islamique du Salut, FIS), и затем стал одним из членов руководства организации. Как уважаемый приверженец салафитских принципов, он стал редактором еженедельного журнала «Эль-Хидая», основанного Сахнуни.
Во время Войны в заливе Али Бельхадж, при поддержке некоторых лидеров ИФС, отказался от антиамериканских позиций, принимая во внимание риск лишиться поддержки спонсоров из Саудовской Аравии. Важным его решением стала отправка трёхсот алжирских добровольцев для борьбы с иракскими вооружёнными силами.
В мае—июне 1991 года массовые демонстрации, организованные ИФС, привели к беспорядкам в столице Алжира. 30 июня 1991 года Али Бельхадж, Аббаси Мадани и пять других членов консультативного совета ИФС были арестованы. Бельхадж был осуждён военным трибуналом на 20 лет лишения свободы и заключён в тюрьму 5 июля 1992 года. В результате политики «национального примирения», инициированного президентом Бутефликой, он был освобождён из тюрьмы 2 июля 2003 года. Бельхаджу и его сокамернику Аббаси Мадани, вышедшему на свободу в 1997 году по состоянию здоровья, полностью запрещено заниматься политической деятельностью и участвовать в общественной жизни.
Бельхадж недолго пробыл на свободе. В июле 2005 года он был вновь арестован после выступления в прямом эфире на катарском спутниковом телеканале «Аль-Джазира». Обсуждая похищение алжирских дипломатов, Али Бельхадж заявил, что «во время войны нет места для дипломатии» и одобрил действия «иракских братьев», совершивших захват. В марте 2006 года он был освобождён в рамках «Хартии мира и национального примирения» (рус. La Charte pour la paix et la réconciliation nationale).
5 января 2011 года Бельхадж принял участие в протестах в Баб-эль-Уэде и был арестован в тот же день за «подстрекательство к вооружённому восстанию». В том же году, 25 июля его сын — 23-летний Абедлькахар Бельхадж, имевший связи с «Аль-Каидой в странах исламского Магриба» и собиравшийся вместо с сообщниками устроить самоподрыв на военном контрольно-пропускном пункте, был убит алжирскими силами безопасности.
После того, как в апреле 2014 года президент Бутефлика перенёс инсульт, в январе 2015 Али Бельхадж призвал провести досрочные выборы президента. В феврале 2019 года стало известно, что Бутефлика собирается в 5-й раз баллотироваться в президенты (за этим вскоре последовали протесты и ему пришлось отказаться от этой идеи). Бутефлика тогда заявил, что после избрания собирается провести национальную конференцию, куда будет приглашён даже лидер запрещённого «Исламского фронта спасения» Али Бельхадж.

## Взгляды
Али Бельхадж является одним из лидеров радикального крыла «Исламского фронта спасения» (наряду с Х. Сахнуни и А. Хашани). Если умеренные члены ИФС во главе с Аббаси Мадани стремились к постепенному внедрению шариата, используя демократический путь, то целью радикалов было немедленное внедрение исламских норм. По словам Бельхаджа «идея демократии, как власти народа и приоритета мнения большинства полностью противоречит многим сурам Корана, которые провозглашают только приоритет власти Аллаха». Многопартийная система была приемлема для Бельхаджа только при соответствии основам ислама. По его мнению, наказанием за замену шариатских законов на иные должна быть смертная казнь, а голосование против законов, основанных на Коране, — богохульство.